# Ласкер Катарджу
Ласкер Катарджу (рум. Lascăr Catargiu, *1 листопада 1823, Ясси — †11 квітня 1899, Бухарест) — румунський державний діяч, неодноразово займав пост прем'єр-міністра: двічі в Об'єднаному князівстві Волощини і Молдови і двічі в Румунському королівстві.

## Біографія
Ласкер Катарджу народився 1 листопада 1823 в Яссах.
При князюванні Михаїла Стурдзи був префектом в різних округах Молдови. У 1859, при виборі Александру Йоана Кузи, він був одним з кандидатів на княжий пристол. Пізніше брав участь у змові проти нього і після зняття Кузи (23 лютого 1866) був членом тимчасового тріумвірату, до вступу на престол князя Карла Антона Гогенцоллерна-Зігмарінгена (22 травня 1866).Катарджу утворив перше консервативне міністерство, яке протягом п'яти років ефективно управляло країною. У 1876 вийшов у відставку передбачаючи неминучість російсько-турецької війни, участі в якій він не бажав для своєї держави.

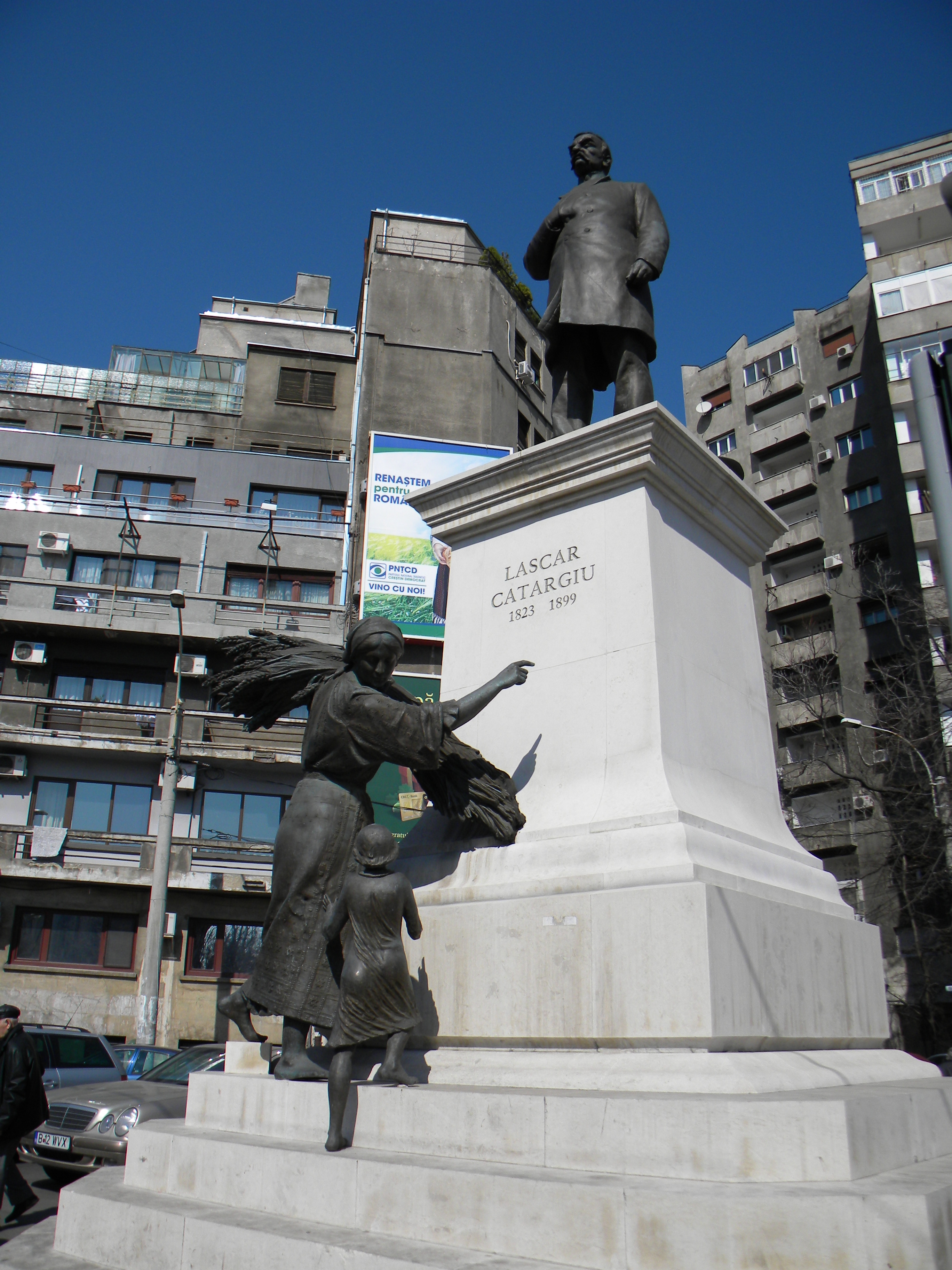
Пам'ятник Катарджу

Обрана незабаром після цього радикальна палата, разом з його колишніми колегами, представила Катарджу перед судом, але на початку 1878 справу було припинено.
Катарджу неодноразово обирався в сенат, був керівником консервативної опозиції. У квітні 1889 вдруге утворив кабінет міністрів з членів старої партії, але втримався на цій посаді лише до листопада.
У березні 1891 отримав в міністерстві Йона Емануїла Флореску портфель міністра внутрішніх справ і втримав його в новому міністерстві, яке він сам утворив в грудні того ж року. Палати були розпущені, кабінет доповнений прийомом декількох юнімістіческіх членів (між них Петре Карп, міністр торгівлі і державного майна). Цим Катарджу порвав з традиціями староконсерватівной партії і прийняв в свою програму проекти аграрно-політичних і адміністративних реформ.
Його зовнішня політика була відзначена приєднанням до Троїстого союзу. На виборах в лютому 1892 консервативно-юнімістичная урядова партія досягла значної більшості. У 1895 він вийшов у відставку.
Помер 11 квітня 1899 в Бухаресті, де пізніше йому було встановлено пам'ятник. Ще один пам'ятник політику зведений в Галаці.

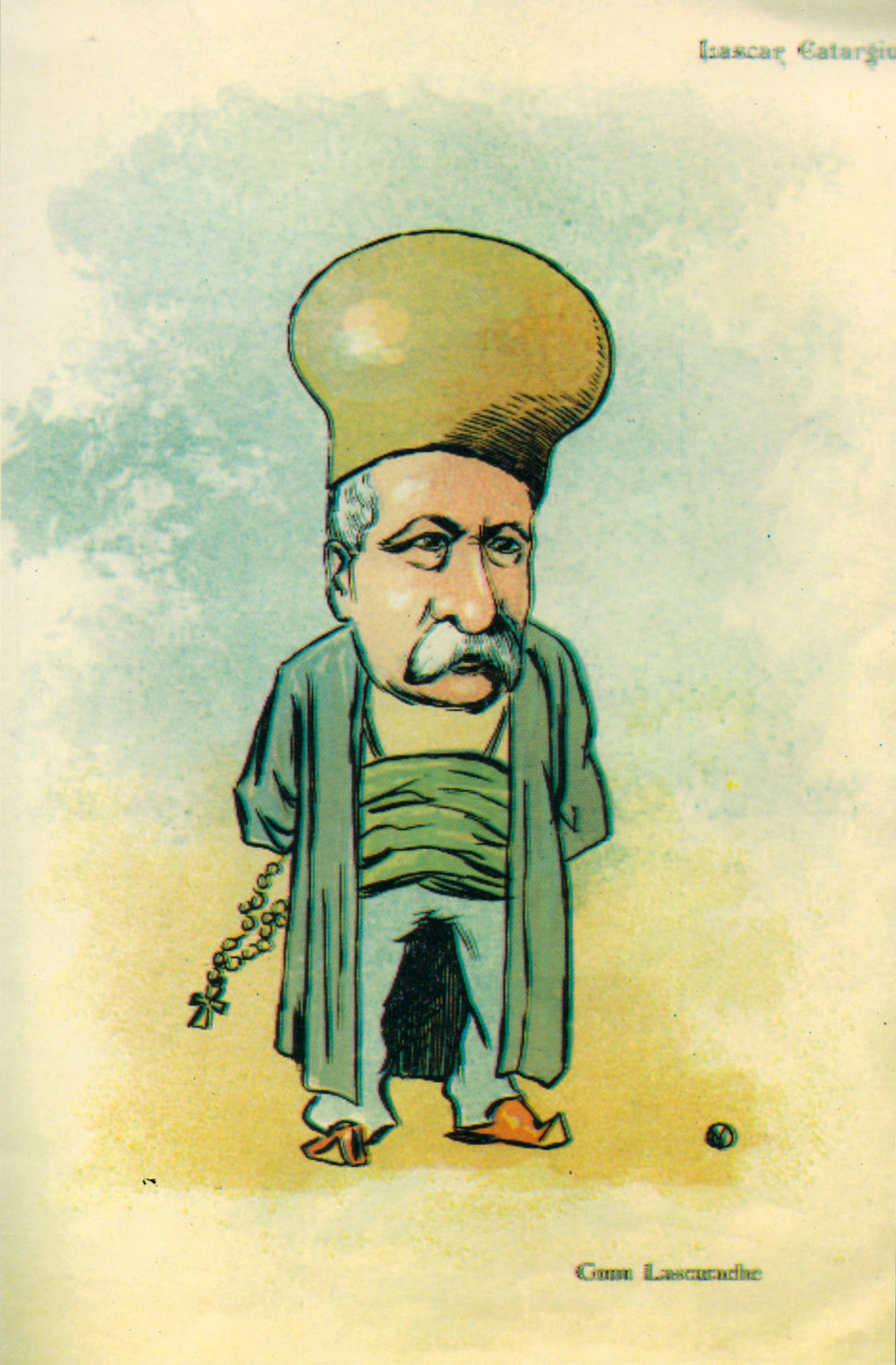
Ласкер Катарджу